# Martin Petrásek
Martin Petrásek (né en 1966) est un ancien fondeur tchèque.

## Championnats du monde
- Championnats du monde de ski nordique 1989 à Lahti  Finlande:
  -  Médaille de bronze en relais 4 × 10 km.

## Coupe du monde
- Meilleur classement final: 23e en 1989.
- Meilleur résultat: 6e.